# Morrenia stuckertiana
Morrenia stuckertiana là một loài thực vật có hoa trong họ La bố ma. Loài này được (Kurtz ex Heger) Malme mô tả khoa học đầu tiên năm 1909.